# Pont-sur-l'Ognon
Pont-sur-l'Ognon é uma comuna francesa na região administrativa de Borgonha-Franco-Condado, no departamento de Alto Sona. Estende-se por uma área de 4,16 km². Em 2010 a comuna tinha 65 habitantes (densidade: 15,6 hab./km²).